# Ai no Sono ~Touch My Heart!~
Singles de Morning Musume Otome Gumi
Yūjō ~Kokoro no Busu...
(25 février 2004)
Singles par Morning Musume Sakura Gumi
Hare Ame Nochi Suki
(18 septembre 2003) Sakura Mankai
(25 février 2004)
Singles par Morning Musume
Shabondama
(30 juillet 2003) Go Girl ~Koi no Victory~
(6 novembre 2003)
Ai no Sono ~Touch My Heart!~ (愛の園 ~Touch My Heart!~) est le 1er single du groupe de J-pop Morning Musume Otome Gumi, sous-groupe de Morning Musume.

## Présentation
Le single sort le 18 septembre 2003 au Japon sur le label zetima. Il est écrit, composé et produit par Tsunku. Il atteint la 3e place du classement des ventes de l'Oricon, et reste classé pendant 8 semaines, pour un total de 75 371 exemplaires vendus durant cette période. Il sort également au format "single V" (DVD contenant le clip vidéo).
Morning Musume est alors temporairement séparé en deux groupes distincts, Morning Musume Otomegumi et Morning Musume Sakuragumi, qui vont sortir simultanément deux singles chacun. Le single Ai no Sono ~Touch My Heart!~ sort donc en parallèle avec le single Hare Ame Nochi Suki de Sakuragumi.
La chanson-titre du single figurera sur la compilation annuelle du Hello! Project Petit Best 4 qui sort fin 2003. La chanson en "face B" est une reprise du titre Dekkai Uchū ni Ai ga Aru qui figurait en "face B" du single The Peace! de Morning Musume sorti en 2001. Morning Musume Sakuragumi reprend en parallèle ce même titre sur son propre single Hare Ame Nochi Suki.

## Membres
- 1re génération : Kaori Iida (leader)
- 4e génération : Rika Ishikawa
- 4e génération : Nozomi Tsuji
- 5e génération : Makoto Ogawa
- 6e génération : Miki Fujimoto
- 6e génération : Sayumi Michishige
- 6e génération : Reina Tanaka

## Liste des titres
Single CD
1. Ai no Sono ~Touch My Heart!~ (愛の園 ~Touch My Heart!~?)
2. Dekkai Uchū ni Ai ga Aru (Morning Musume Otomegumi Version) (でっかい宇宙に愛がある(モーニング娘。おとめ組 Version)?)
3. Ai no Sono ~Touch My Heart!~ (Instrumental) (愛の園 ~Touch My Heart!~...?)

Single V (DVD)
1. Ai no Sono ~Touch My Heart!~ (愛の園 ~Touch My Heart!~?)
2. Ai no Sono ~Touch My Heart!~ (Tsukiyo no Otome Version) (愛の園 ~Touch My Heart!~ (月夜のおとめ Version)?)
3. Making Eizo (メイキング映像?) (making of)